# Сантос, Андре
Андре Клариндо дос Сантос (порт.-браз. André Clarindo dos Santos; 8 марта 1983, Сан-Паулу) — бразильский футболист, игравший на позиции защитника. Победитель Кубка конфедераций 2009 в составе сборной Бразилии.

## Карьера
Выступал на позиции защитника за клубы «Фламенго», «Атлетико Минейро», «Коринтианс», «Фенербахче», лондонский «Арсенал», «Гремио», индийский «Гоа», швейцарский «Виль» и турецкий «Болуспор». Карьеру завершил в 2018 году в бразильском «Фигейренсе». За сборную Бразилии сыграл 24 матча, выиграл с ней Кубок конфедераций 2009 года.
31 августа 2011 года перешёл из «Фенербахче» в «Арсенал» за 6,3 млн фунтов стерлингов. В феврале 2013 года отдан в аренду «Гремио» до конца сезона. В июле Сантос перешёл во «Фламенго» на постоянной основе.
20 июля 2024 года в рамках чемпионата Брянской области бесплатно сыграл за любительский клуб «Сокол» из города Сельцо против «Авангарда» из Клетни. Как рассказал переводчик клуба Артём Ан, SMM-служба команды однажды разослала всем иностранным футболистам, посещавшим Москву, предложения сыграть за «Сокол», но только Андре Сантос откликнулся на предложение клуба и начал активный диалог. Встреча завершилась победой «Сокола» со счётом 3:0.

## Достижения
- Обладатель Кубка конфедераций (1): 2009
- Обладатель Кубка Бразилии (2): 2006, 2009
- Чемпион штата Сан-Паулу (1): 2009
- Чемпион штата Санта-Катарина (1): 2004
- Чемпион Бразилии в Серии B (2): 2006, 2008
- Обладатель Суперкубка Турции (1): 2009
- Чемпион Турции (1): 2010/11